# Jean-Michel Turc
Pour la langue, voir Turc.
Jean-Michel Turc est un géographe et écrivain français d'expression provençale.
Conseiller municipal de Marseille depuis 2020, élu majoral du Félibrige en 2017, il préside Lou Grihet depuis 2004. Il est l'auteur de plusieurs ouvrages pédagogiques sur la Provence et le provençal, qu'il enseigne.

## Biographie
Jean-Michel Turc naît le 14 janvier 1974 à Marseille. 
Il devient membre du Félibrige via l'Escolo de la mar à l'âge de quinze ans, et reçoit en 1993 le prix Vouland de la vocation provençale.
Il est titulaire du CAPES d'occitan-langue d'oc en 2003,.
Ancien membre du conseil scientifique du musée du terroir marseillais, président du Grihet (ensemble culturel provençal à Plan-de-Cuques) depuis 2004, il est élu sous-syndic de la maintenance de Provence du Félibrige en 2015, puis majoral en 2017, succédant à Lucien Durand.
Ancien chroniqueur sur Ici Provence, il est chroniqueur sur BFM Marseille Provence depuis septembre 2022. Il a collaboré avec la société de production Les Jobastres. Il dirige l'Armana marsihés depuis 2017, et collabore à L'Armana prouvençau, La France latine et L'Astrado. Il joue chaque année le Bohémien dans la pastorale Maurel, et a créé des cafés littéraires provençaux.

### Engagement politique
Issu de la société civile, il est élu conseiller municipal de Marseille en 2020 sur les listes de Martine Vassal. En 2022, il choisit de soutenir Emmanuel Macron pour la présidentielle, compte tenu de l'aide apportée selon lui à sa ville par le président candidat à sa réélection. 
C'est dans le cadre de cette fonction qu'il célèbre le premier mariage civil bilingue français-provençal à Marseille en 2021.

## Ouvrages
- Avec Philippe Blanchet et Rémi Venture, La Provence pour les nuls, Paris, First, 2012  (ISBN 978-2-7540-3378-7).
- Laus de Lucian Durand, Aix-en-Provence, Félibrige, 2017 (lire en ligne).
- Zóu ! Bouleguen-si ! : 70 fiches pour apprendre ou réviser le vocabulaire provençal de base, avec exercices corrigés, Paris, Ellipses, 2016  (ISBN 978-2-340-01025-3).
- Zóu ! Un Pau de gramatico ! : 70 fiches pour apprendre ou réviser la grammaire provençale, avec exercices corrigés, Paris, Ellipses, 2018

### Traductions en provençal
- Trad. de Leis Aventuro de Louleto e Loulou, d'après Didier Sorelli, Société des eaux de Marseille, 2010.
- Trad. de La Glòri de moun paire, d'après Marcel Pagnol, Charnay-lès-Mâcon, Bamboo, 2018  (ISBN 978-2-8189-6561-0).
- Trad. de Lou Castèu de ma maire, d'après Marcel Pagnol, Charnay-lès-Mâcon, Bamboo, 2019  (ISBN 978-2-8189-7659-3).